# 阿瓜羅-瓜里基托國家公園
08°17′N 66°42′W / 8.283°N 66.700°W

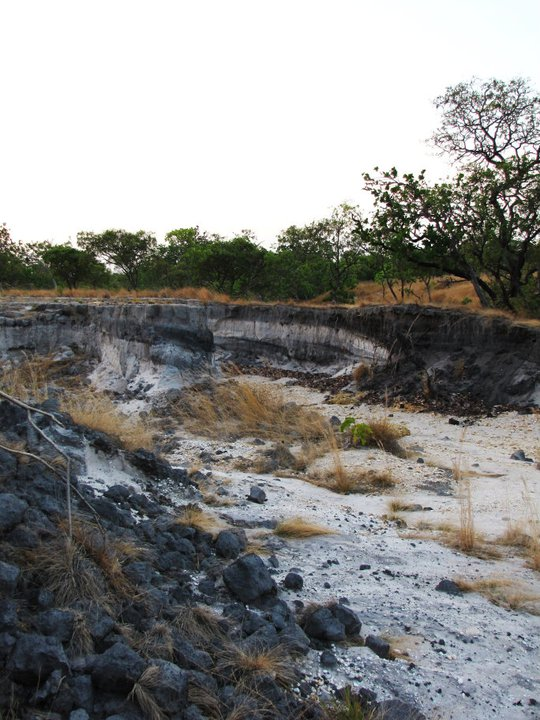

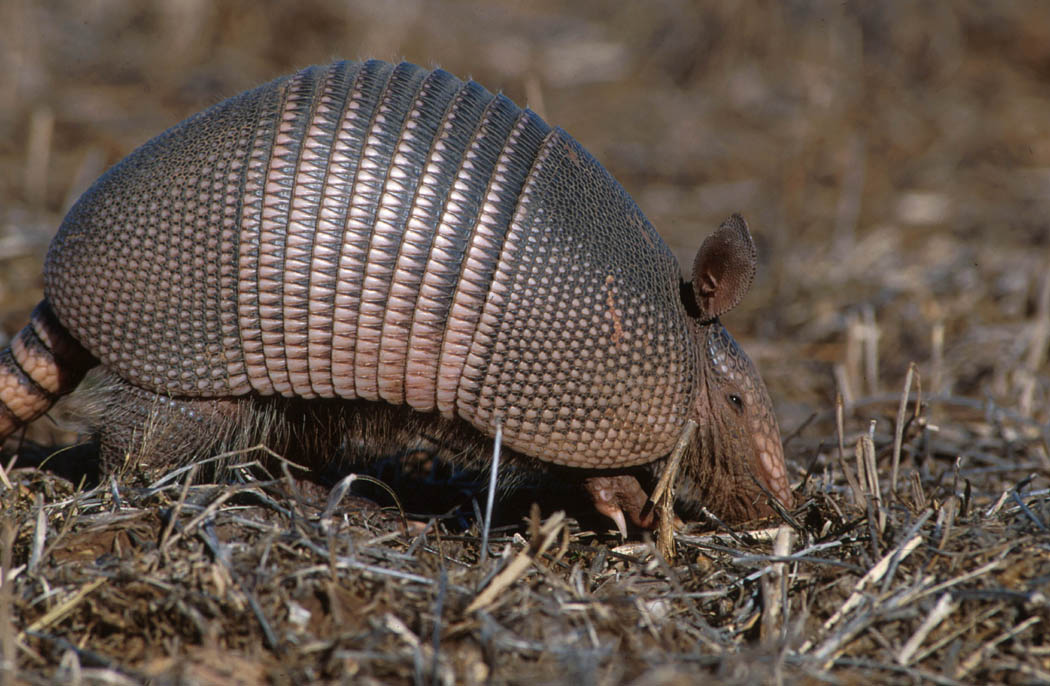

阿瓜羅-瓜里基托國家公園是委內瑞拉的國家公園，位於該國中北部，由瓜里科州負責管轄，面積5,857平方公里，始建於1974年3月7日，最高點海拔高度225米。

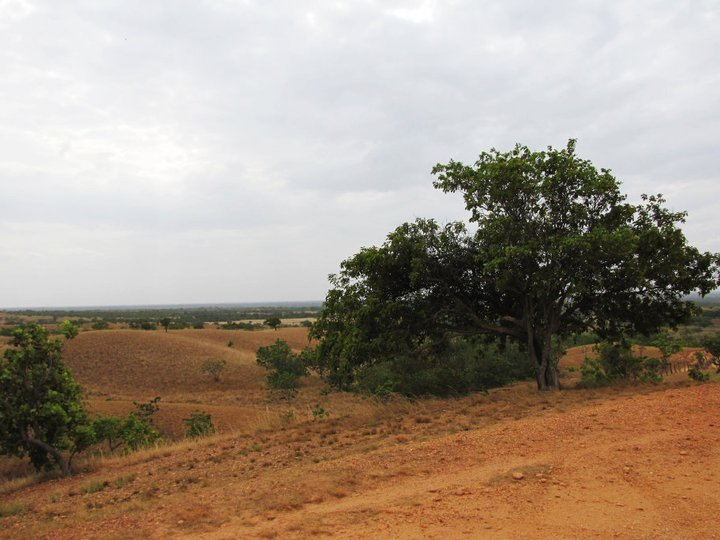
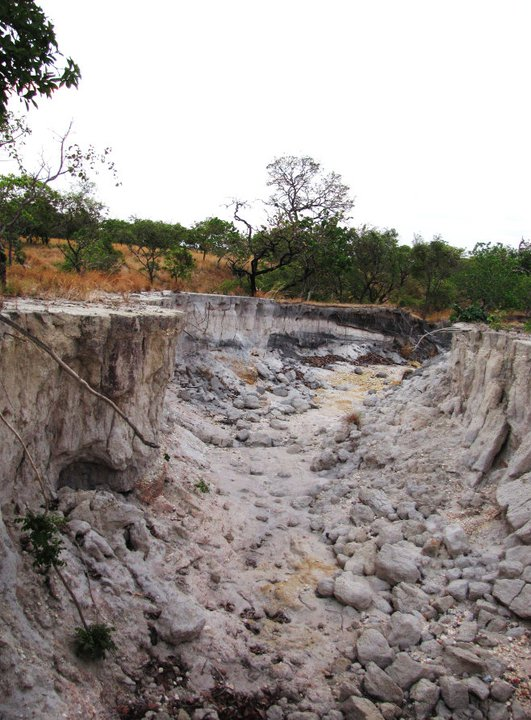
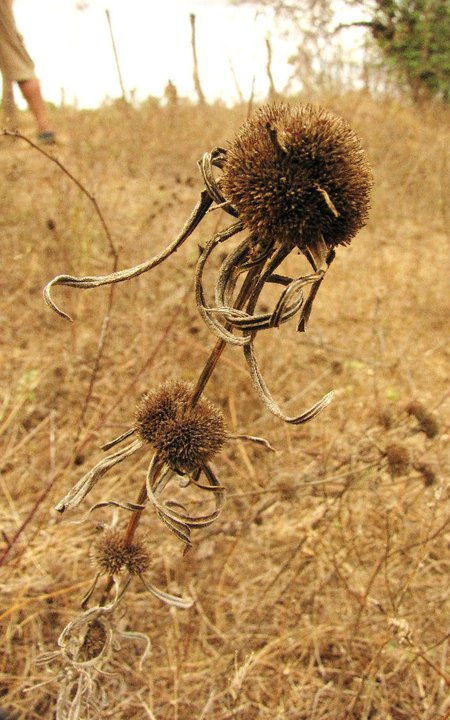
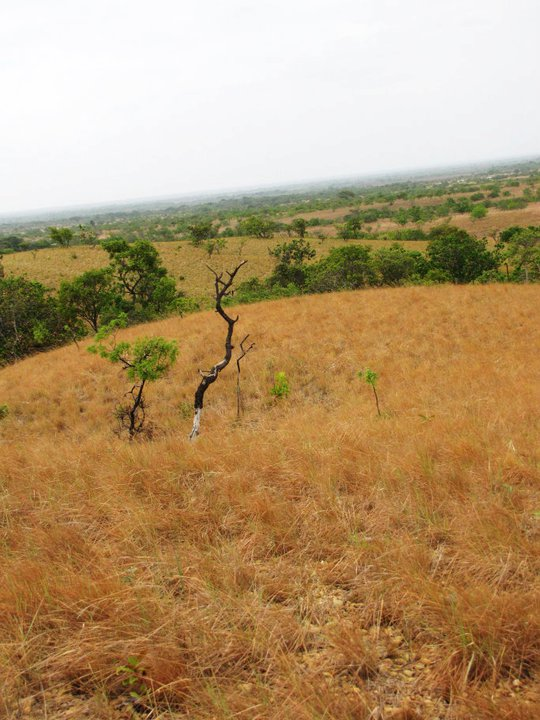
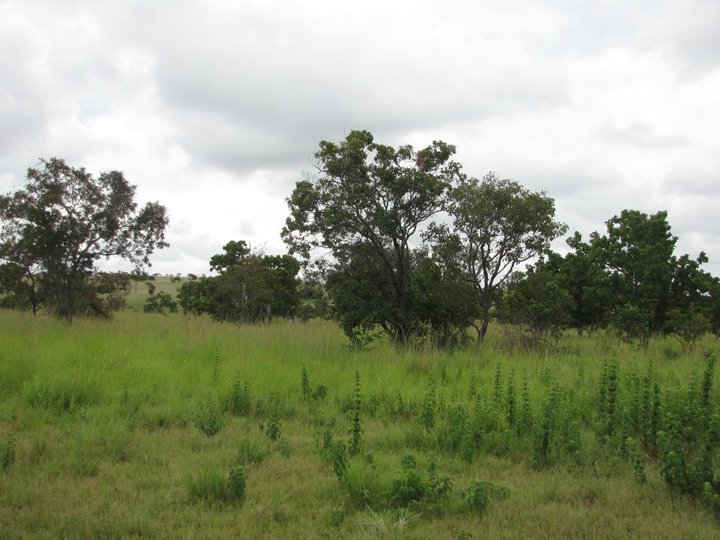
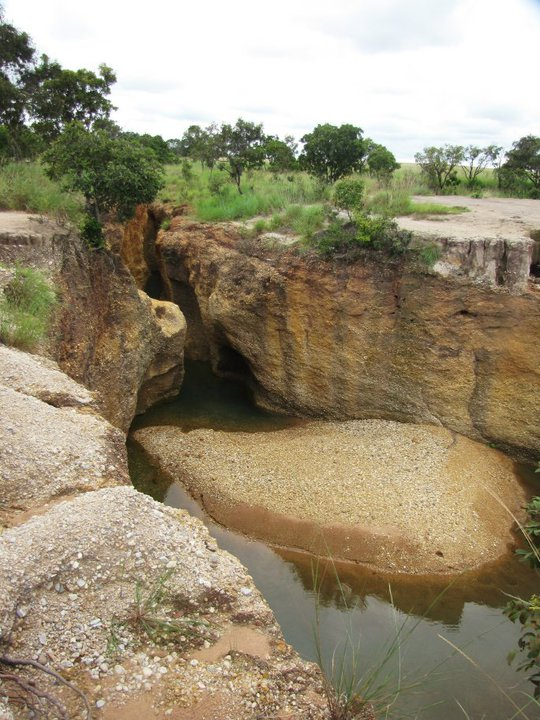
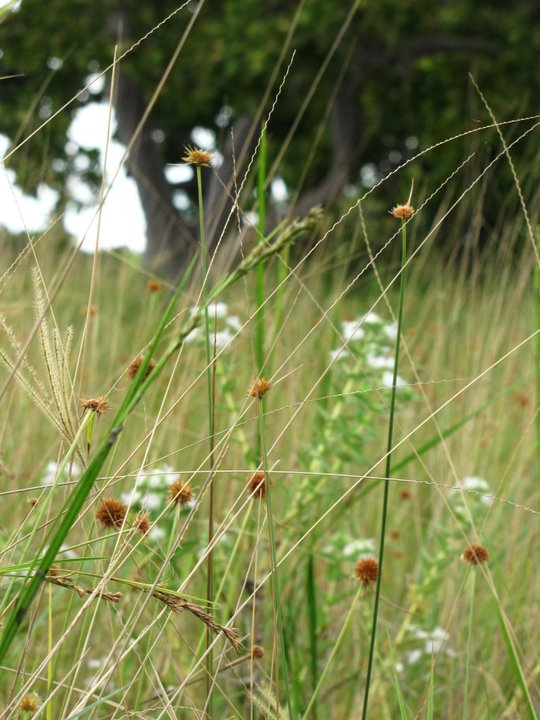
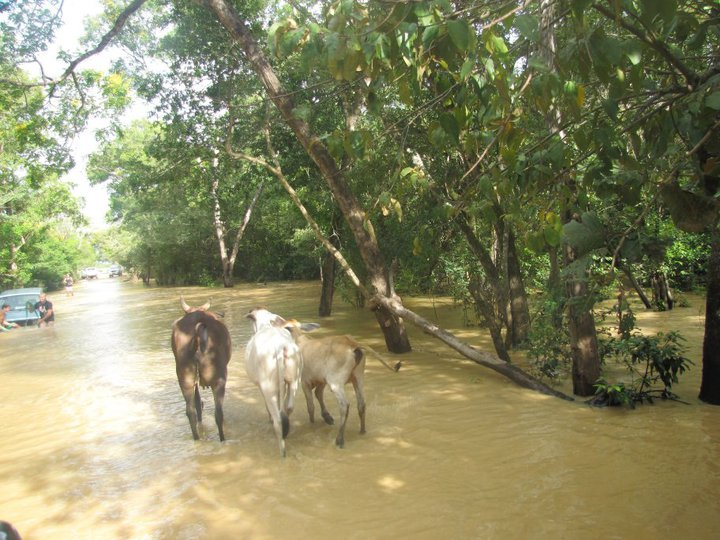

## 外部連結
- Instituto Nacional de Parques de Venezuela
- Araira.org
- Inparques: Aguaro-Guariquito